# Пиетизъм
Пиетизъм (на немски: Pietismus; от лат. pietas – „благочестие“) е най-важното реформаторско движение в немското протестантство след реформацията, което е възникнало в Германия в края на 17 век.

## Произход на думата
Немския термин „Pietismus“ (пиетизъм) е съставна дума от латински, френски и гръцки език. Към френската дума piété, която от своя страна е образувана от акузатива pietatem на латинската дума pietas („чувство на задълженост“), се добавя полатинченото гръцко окончание „-ismós“, което изразява интензивни вътрешни позиции или прекалени идеологии.
В началото думата е служела за подигравателно обозначение за „набожност“. Като положително самоописание (на професора по поезия от Лайпциг Joachim Feller) означава стремеж към интензивно и дълбоко благочестие и набожност.

## Същност на пиетизма
Исторически пиетизмът е реакция на Просвещението. Теологично погледнато е отговор на напрежението и травмата от Тридесетгодишната война чрез ново ориентиране към лютеранството. Просвещението разтърсва традиционния светоглед чрез научни познания и атакува официалната теология чрез философията на Просвещението. Теологията реагира чрез повишаване на научността и по този начин става неразбираема за нормалните църковни членове. От една страна абсолютистката държава изисква признание на официалната догма, което се поставя на преден план, но от друга страна личната вяра и набожност се определя като смущаваща. Пиетизмът критикува тези две развития, които ги определя като чисто формални, и противопоставя на тях своя идеал на една лична вяра и набожност, която зачита и човешките чувства.
Пиетизмът е едно библейско движение на миряни за освещение (на немски Heiligungsbewegung). Той подчертава субективната страна на вярата, но се развива в една силна мисионска и социална посока. В практиката на пиетизма домашните групи за общо изучаване на Библията с молитва имат често по-голямо значение от богослуженията.
Пиетизмът изповядва в много от своите течения безпогрешността на Библията (в по-лека форма: липса на противоречия в Библията) или достатъчността на Святото писание по отношение на спасението. В резултат следва една консервативна теология.
Също така пиетизмът подчертава свещеничеството на всички вярващи, според 1. Петрово 2:9f. Като проповедници биват призовани не само теолози, а и миряни – предимно мъже – без теологично образование.
Днес пиетистите се числят към евангеликалните християни (англ. evangelicalism).

## Течения в пиетизма
Пиетизмът е едно общо обозначение за различни течения. До лютеранския пиетизъм, за чийто „баща“ се счита елзасецът Philipp Jacob Spener (1635-1705), се развива и реформираният пиетизъм, чийто представители са Theodor Undereyck и Gerhard Tersteegen. Като програмно писание на лютеранския пиетизъм се счита произведението на Шпенер Pia desideria (набожни желания), в което той призовава за лична вяра и набожност. Като нова форма на събирания се развиват частните събрания (Konventikel), в които проповедта на пастора се обсъжда още веднъж, четат се насърчителни книги, моли се и се пее. Шпенер призовава и за реформа на теологичното образование.
С осъществяването на тези изисквания пиетизмът придава  самостоятелен религиозен авторитет на вярващите. Към това насърчава индивидуализирането на личността, като придава водещо значение на личното верско убеждение. Също се стимулира грамотността чрез четене и слушане на сложни текстове от насърчителните книги.
Важни основатели на (вюртембергския) пиетизъм, като Michael Hahn, Johann Albrecht Bengel и Friedrich Christoph Oetinger поддържат вярата в универсалното спасение (apokatastasis).
Както при лютеранския, така и при реформирания пиетизъм се различават църковни и църковно-критични течения – като например радикалният пиетизъм и „движението за вдъхновение“ (на немски Inspirationsbewegung – поставят наравно с Библията „говоренето на езици“/глосолалията като източник на божествено откровение)

## Влияние

### Мислители и теолози повлияни от пиетизма
- Имануел Кант
- Фридрих Хьолдерлин
- Friedrich Wilhelm Joseph Schelling (1775-1854), немски философ
- Franz von Baader (1765-1841), немски лекар, инженер и философ
- Rudolf Kögel (1829-1896), евангелски теолог
- Фридрих Шлайермахер

### Политици повлияни от пиетизма
- Йоханес Рау
- Густав Хайнеман, повлиян от пастор Friedrich Graeber и Wilhelm Busch в Есен
- Политоложката Christina Rau съпруга на Йоханес Рау.
- Георг Михаелис

## Известни представители на пиетизма
- Gottfried Arnold (1666-1714)
- Johann Albrecht Bengel (1687-1752)
- Johann Christoph Blumhardt (1805-1880)
- Wilhelm Busch (1897-1966)
- August Hermann Francke (1663-1727)
- Johann Michael Hahn (1758-1819)
- Philipp Matthäus Hahn (1739-1790)
- Johann Julius Hecker (1707-1768)
- Aloys Henhöfer (1789-1862)
- Gottlieb Wilhelm Hoffmann (1771-1846)
- Remmer Janssen (1850-1931)
- Johann Heinrich Jung-Stilling (1740-1817)
- Фридрих Готлиб Клопщок
- Friedrich Christoph Oetinger (1702-1782)
- Friederike von Reden (1774-1854)
- Georg Friedrich Rogall (1701-1733)
- Franz Albert Schultz (1692-1763)
- Johann Jakob Schütz (1640-1690)
- August Gottlieb Spangenberg (1704-1792)
- Philipp Jacob Spener (1635-1705), счита се за „баща“ на пиетизма
- Heinrich Ernst zu Stolberg-Wernigerode (1716-1778)
- Gerhard Tersteegen (1697-1769)
- Johann Heinrich Volkening (1796-1877)
- Anton Heinrich Walbaum (1696-1753)
- Nikolaus Ludwig Graf von Zinzendorf (1700-1760), основател на Herrnhuter Brüdergemeine